# Camponotus arboreus
Camponotus arboreus es una especie de hormiga del género Camponotus, tribu Camponotini. Fue descrita científicamente por Smith en 1858.
Se distribuye por Brasil, Ecuador, Guayana Francesa, Panamá y Paraguay. Se ha encontrado a elevaciones de hasta 80 metros. Vive en microhábitats como la vegetación baja.